# Eleições legislativas de Israel em 1988
As eleições legislativas de 1988 em Israel foram realizadas em 1º de novembro daquele ano para eleger os 120 membros da 12ª legislatura do Knesset.
Essas eleições ocorreram em um período de desafios significativos na política israelense e na região, incluindo questões relacionadas ao conflito com os palestinos. O partido de direita Likud, liderado por Yitzhak Shamir, obteve 709 305 votos e 40 assentos na Knesset, tornando-se o maior partido individual naquelas eleições. A coligação de centro-esquerda Alinhamento, liderada por Shimon Peres, conquistou 685 363 votos e 39 assentos.

No entanto, apesar da vitória do Likud, a composição da Knesset permaneceu muito dividida, e a formação de um governo exigiu como no resultado do pleito anterior longas deliberações para formar um governo de unidade nacional pela segunda vez consecutiva. Desta vez, não houve rotação no cargo de primeiro-ministro, e Shamir serviu o mandato completo de quatro anos com primeiro-ministro. Peres ficou com o cargo de vice-primeiro-ministro no novo gabinete anunciado em dezembro.